# Archives of Cardiovascular Diseases
Archives of Cardiovascular Diseases is een internationaal, aan collegiale toetsing onderworpen wetenschappelijk tijdschrift op het gebied van de cardiologie.
De naam wordt in literatuurverwijzingen meestal afgekort tot Arch. Cardiovasc. Dis. Het wordt uitgegeven door Elsevier namens de Société française de cardiologie.
Het van oorsprong Franstalige tijdschrift is onder verschillende namen verschenen, waaronder Archives des maladies du cœur et des vaisseaux, en Archives des maladies du cœur, des vaisseaux et du sang. De huidige, Engelstalige naam dateert van 2008. Tegelijk met de naamsverandering is het nieuwe tijdschrift Archives des Maladies du Coeur et des Vaisseaux - Pratique opgericht. Dit Franstalige tijdschrift richt zich minder op wetenschappelijk onderzoek en een internationaal publiek, en meer op de medische praktijk.